# Humen
Koordinaten: 22° 49′ 21,03″ N, 113° 40′ 9,53″ O

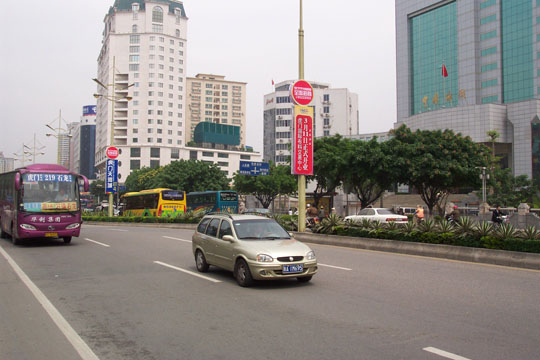
Geschäftsviertel in Humen

Humen (chinesisch 虎門鎮 / 虎门镇, Pinyin Hǔmén Zhèn, Jyutping Fu2mun4 Zan3) ist eine Großgemeinde im Südosten Chinas in der Provinz Guangdong. Sie liegt an einem Nebenfluss des Perlflusses im Südwesten Dongguans und gehört zum Verwaltungsgebiet dieser bezirksfreien Stadt. Sie hat eine Fläche von 166,1 km² und 838.144 Einwohner (Stand: Zensus 2020).
Im Sommer 1839 ließ der mit der Bekämpfung des Opiumhandels beauftragte kaiserliche Sonderkommissar Lin Zexu hier 1,4 Mio. kg der Droge ins Meer spülen. Der Vorfall wurde zum Anlass für den 1. Opiumkrieg zwischen England und Qing-China. Am 8. Oktober 1843 unterzeichneten die Kriegsparteien in der Stadt den Vertrag von Humen, der den berühmteren Vertrag von Nanking insbesondere um eine Meistbegünstigungsklausel für England ergänzte. Heute erinnert an diese Zeit das Opiumkriegsmuseum.